# Мюнхенская высшая школа музыки и театра

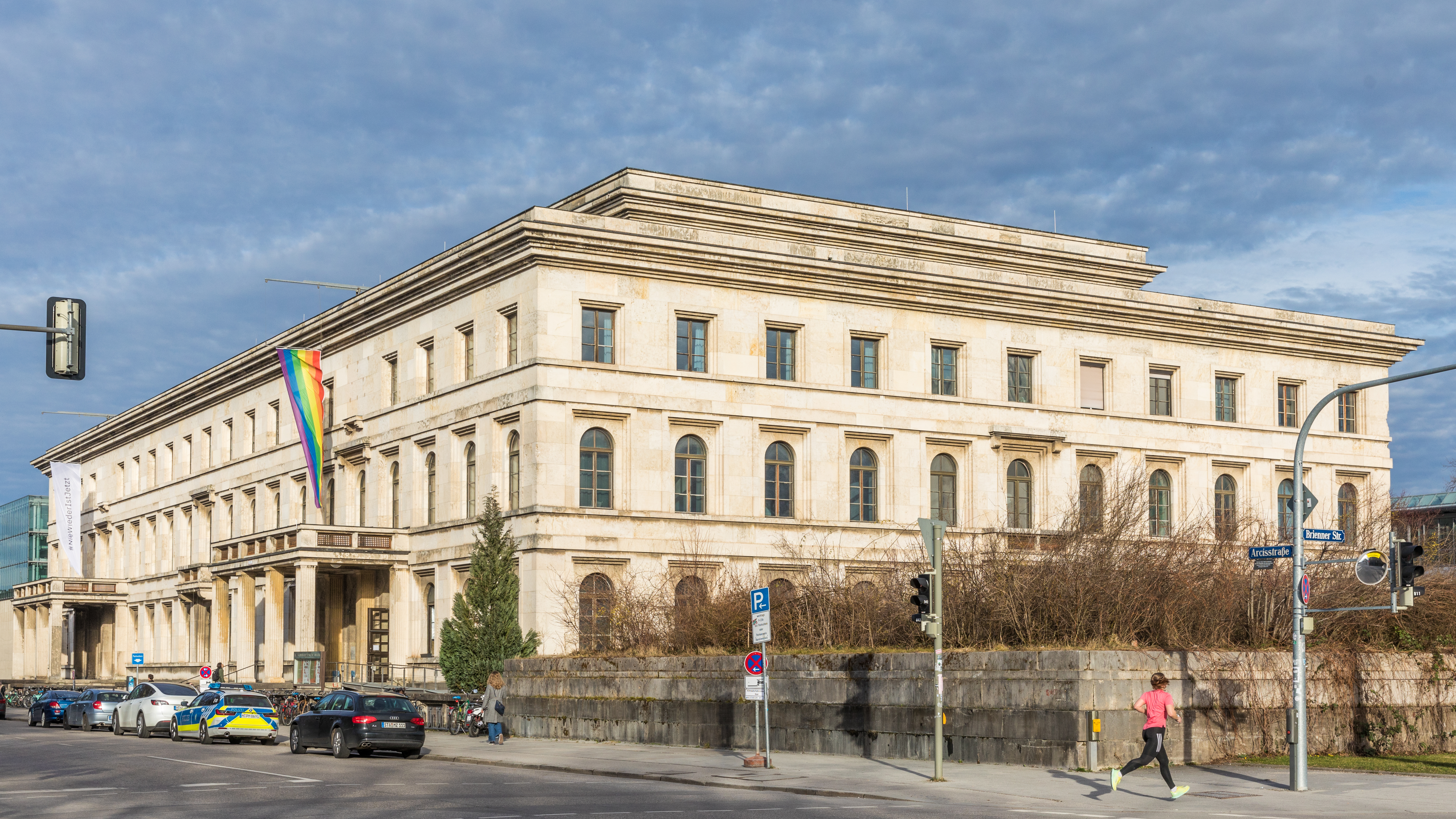
Здание Мюнхенской высшей школы музыки и театра — бывшее «Фюрербау»

Мюнхенская высшая школа музыки и театра (нем. Hochschule für Musik und Theater München) — германское высшее учебное заведение, расположенное в Мюнхене.

## История
Мюнхенская высшая школа музыки и театра была основана в 1846 году как частный институт, в 1867 году преобразован королём Людвигом II в Королевскую Баварскую школу музыки, существовавшую сперва на личные средства короля, а с 1874 года на средства государственного бюджета. 
С 1892 года называлась Королевской академией музыки, с 1924 года Государственной академией музыки, с 1998 года носит нынешнее название. 
В 1957 году переехала в нынешнее здание — бывшее «Фюрербау», здание штаб-квартиры НСДАП. В бывшем личном кабинете Адольфа Гитлера, несколько перестроенном, находится репетиционный зал.

## Руководители
- Франц Хаузер (1846—1864)
- Ханс фон Бюлов (1867—1869)
- Карл фон Перфаль (1874—1901)
- Бернхард Ставенхаген (1901—1904)
- Феликс Моттль (1904—1911)
- Ханс Бусмайер (1911—1919)
- Бертольд Келлерман (1919—1920)
- Зигмунд фон Хаузеггер (1920—1934)
- Рихард Трунк (1934—1945)
- Йозеф Хас (1946—1950)
- Роберт Хегер (1950—1954)
- Карл Хёллер (1954—1972)
- Фриц Шири (1972—1981)
- Дитхард Хельман (1981—1988)
- Клаус Шильде (1988—1991)
- Корнелиус Эберхард (1991—1995)
- Роберт Хельмшрот (1995—2003)
- Зигфрид Маузер (с 2003 года)

## Знаменитые преподаватели
- Элисо Вирсаладзе
- Колин Дэвис
- Ханс Кнаппертсбуш
- Хорст Лёйхтман
- Карл Орф
- Ханс Пфицнер
- Йозеф Райнбергер
- Макс Регер
- Карл Амадеус Хартман
- Ханс Вернер Хенце
- Франсуа Лёлё
- Анна Чумаченко
- Шнайдер, Энйотт
- Макс Ценгер
- Бернхард Шольц

## Известные выпускники
- Валер Валер-Сабадус
- Альфред фон Бекерат
- Йоланта Жукаускене